# Programa SIRIO
El Programa SIRIO, acrònim de Satellite Italiano per la Ricerca Industriale Operativa, va ser un programa de recerca espacial italià constituït amb l'objectiu de desenvolupar el camp de les telecomunicacions per satèl·lit. El programa, fundat el 1968, després d'un llarg període de preparació, que es va completar amb la posada en marxa del satèl·lit SIRIO el 25 d'agost de 1977 des de la base de llançament de Cap Canaveral. El satèl·lit es va utilitzar essencialment per les comunicacions d'alta freqüència entre 12 i 18 Ghz.